# Marchais (Aisne)
Marchais ist eine französische Gemeinde mit 391 Einwohnern (Stand: 1. Januar 2022) im Département Aisne in der Region Hauts-de-France. Sie gehört zum Arrondissement Laon und zum Kanton Villeneuve-sur-Aisne. Bekannt ist Marchais als Landsitz der Fürsten von Monaco aus dem Hause Grimaldi.

## Lage
Die Gemeinde Marchais liegt in der Landschaft Picardie, elf Kilometer östlich von Laon. Das Gemeindegebiet wird vom Flüsschen Buze durchquert, das den Graben rund um den Schlosspark des Château de Marchais mit Wasser versorgt. Im Nordosten reicht das Gemeindegebiet bis zur Souche. Nachbargemeinden von Marchais sind Liesse-Notre-Dame im Norden, Chivres-en-Laonnois im Nordosten, Sissonne im Osten, Montaigu im Südosten, Mauregny-en-Haye im Süden, Coucy-lès-Eppes im Südwesten, Samoussy im Westen sowie Gizy im Nordwesten.

## Geschichte
Das Château de Marchais gehörte im Mittelalter den Baronen d'Eppes. Es diente mehreren französischen Königen als Übernachtungsort auf ihren Wallfahrten nach Notre-Dame de Liesse. 1540 wurde die mittlerweile verfallene Burg von Nicolas de Boussu, Comte de Longueval, im Renaissancestil weitgehend neu erbaut. Er war Oberintendant der Finanzen unter König Franz I. von Frankreich und Gouverneur der Provinzen Champagne und Brie. 1553 erwarb der Erzbischof von Reims, Kardinal Charles de Lorraine-Guise, das Schloss. Er vererbte es seinem Neffen, Henri I. de Lorraine, duc de Guise; es blieb danach im Besitz seiner Erben aus dem Haus Guise, einer jüngeren Linie des Hauses Vaudémont, der seit 1483 regierenden Herzöge von Lothringen, bis hin zu Mademoiselle de Guise, nach deren Tod es 1688 an ihre Cousine Benedicta Henriette von der Pfalz, Herzogin von Braunschweig, fiel, die es 1719 verkaufte. Erwerber war Louis IV. Henri de Bourbon, prince de Condé, auf den seine Schwägerin Louise-Adélaïde de Bourbon-Conti (1696–1750) folgte. 1738 verkaufte sie das Schloss an Georges René Binet, der 1740 zum Baron de Marchais et Liesse erhoben wurde.

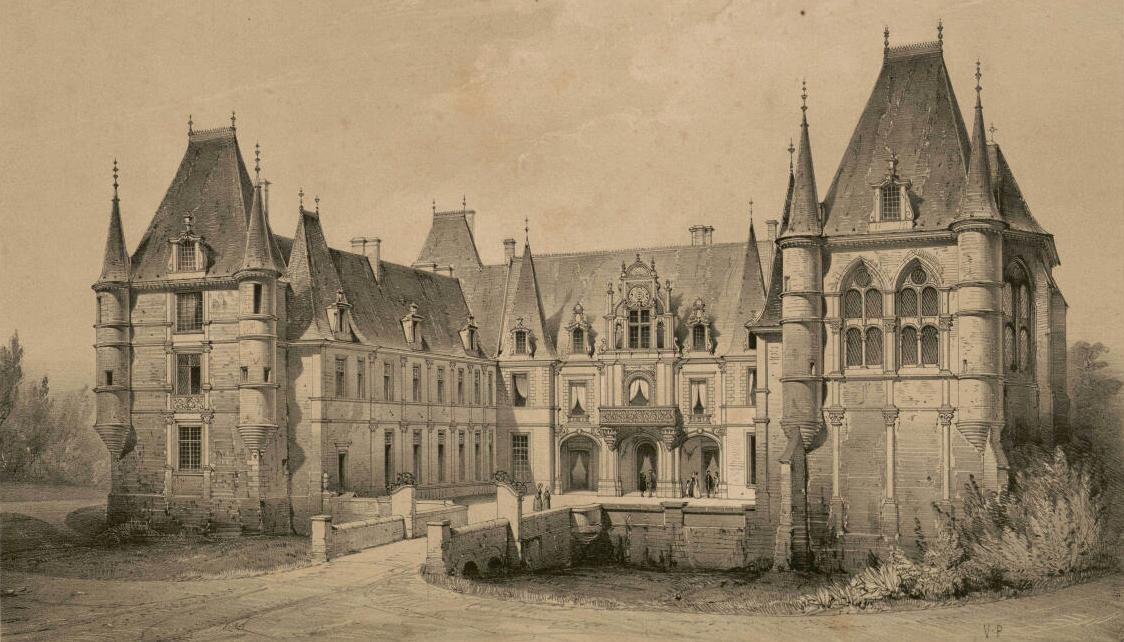
Château de Marchais

Ab 1801 erfolgten mehrere Verkäufe, bis das Schloss und die Gutsherrschaft 1854 durch Antoinette de Mérode, die Gemahlin des Fürsten Charles III. von Monaco, erworben wurden. Die geborene Belgierin suchte einen Landsitz, der näher an den Besitzungen der Familie de Mérode in Belgien und Nordfrankreich lag. Ihr Sohn, Albert I. von Monaco, der hier geboren wurde, nutzte es als Jagdschloss und beherbergte hier 1906 den Ingenieur Maurice Léger, der den ersten Helikopter konstruierte. 
Zu Beginn des Ersten Weltkriegs wurde das Schloss von deutschen Truppen besetzt, und Albert sah sich gezwungen, sich an einer Kriegskontribution der Gemeinde an die preußische Armee in Höhe von 500.000 Francs zu beteiligen. Als Besitzer folgte Louis II. von Monaco (1870–1949), der sich hier oft aufhielt. Im Zweiten Weltkrieg paktierte er mit dem nationalsozialistischen Deutschland, weil Marchais innerhalb der unter deutscher Militärverwaltung stehenden deutschen Besatzungszone lag und er Plünderungen, wie sie im Ersten Weltkrieg vorgekommen waren, verhindern wollte. Die Besatzer erlaubten ihm, seine beweglichen Besitztümer in Sicherheit zu bringen, und kauften ihm seine deutschen Wertpapiere zu einem guten Preis ab. 
Als Besitzerin Marchais’ folgte seine Tochter, Charlotte von Monaco, die überwiegend hier lebte und nach ihrem Tod 1977 auch hier bestattet wurde. Ihr Sohn, Fürst Rainier III., nutzte das Schloss als Jagd- und Feriensitz, ebenso der heutige Besitzer, sein Sohn Albert II. von Monaco.

### Bevölkerungsentwicklung
| Jahr                       | 1962 | 1968 | 1975 | 1982 | 1990 | 1999 | 2006 | 2015 | 2022 |
| -------------------------- | ---- | ---- | ---- | ---- | ---- | ---- | ---- | ---- | ---- |
| Einwohner                  | 374  | 392  | 343  | 384  | 364  | 381  | 360  | 423  | 391  |
| Quellen: Cassini und INSEE |      |      |      |      |      |      |      |      |      |

## Sehenswürdigkeiten
- Kirche Saint-Martin
- Château de Marchais (privat, nicht zu besichtigen)

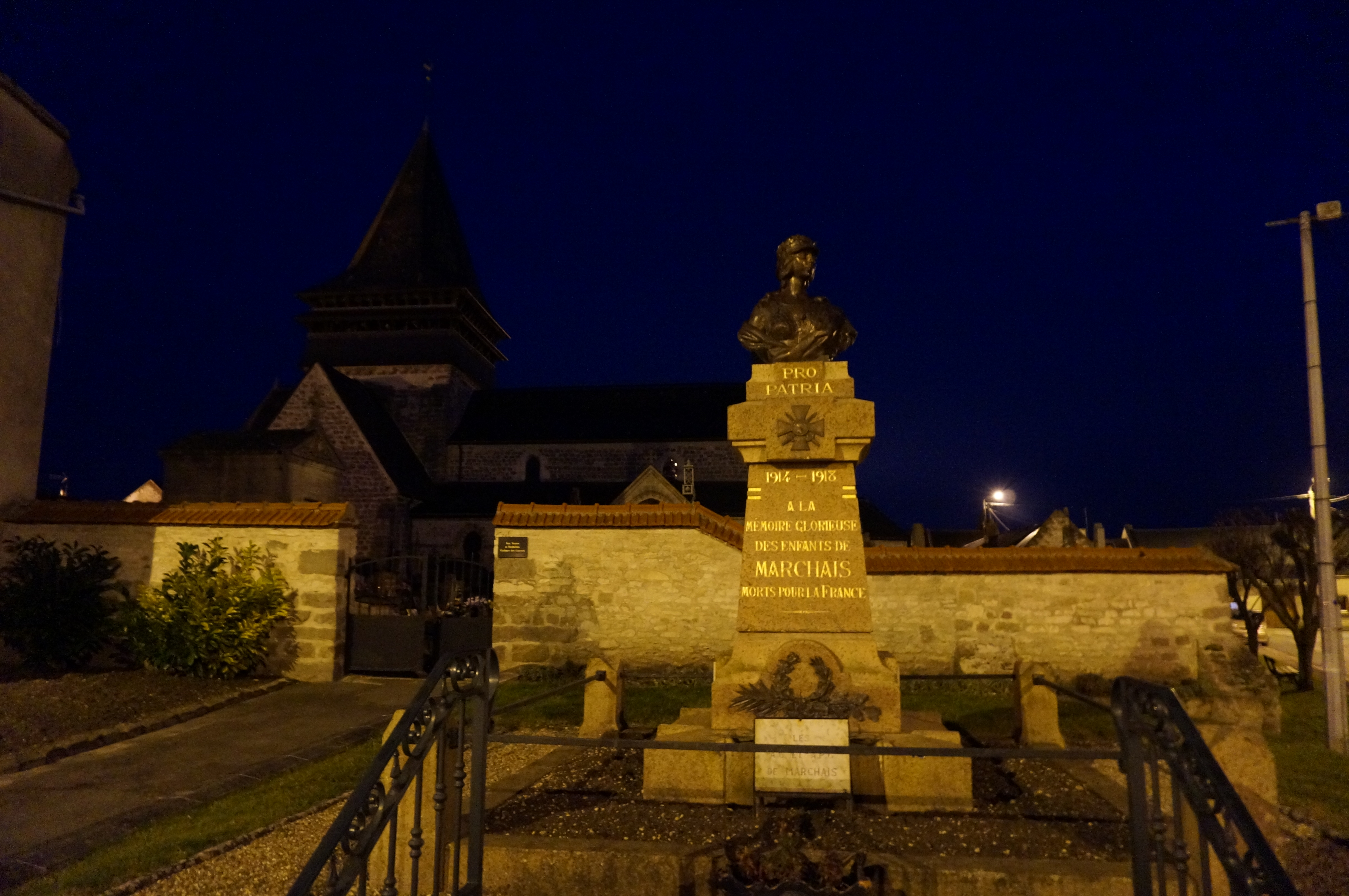
Kirche Saint-Martin und Kriegerdenkmal
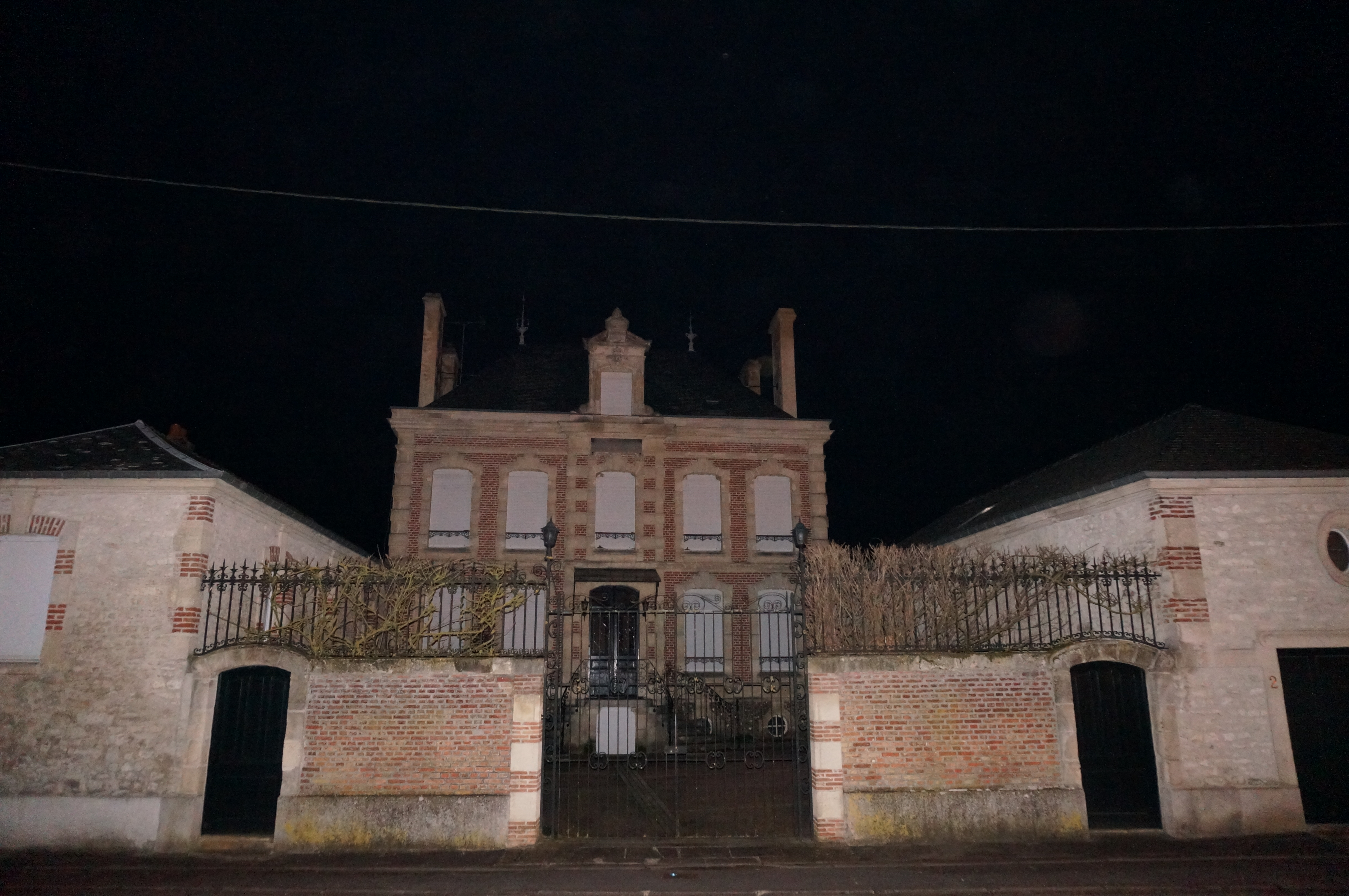
Pfarrhaus
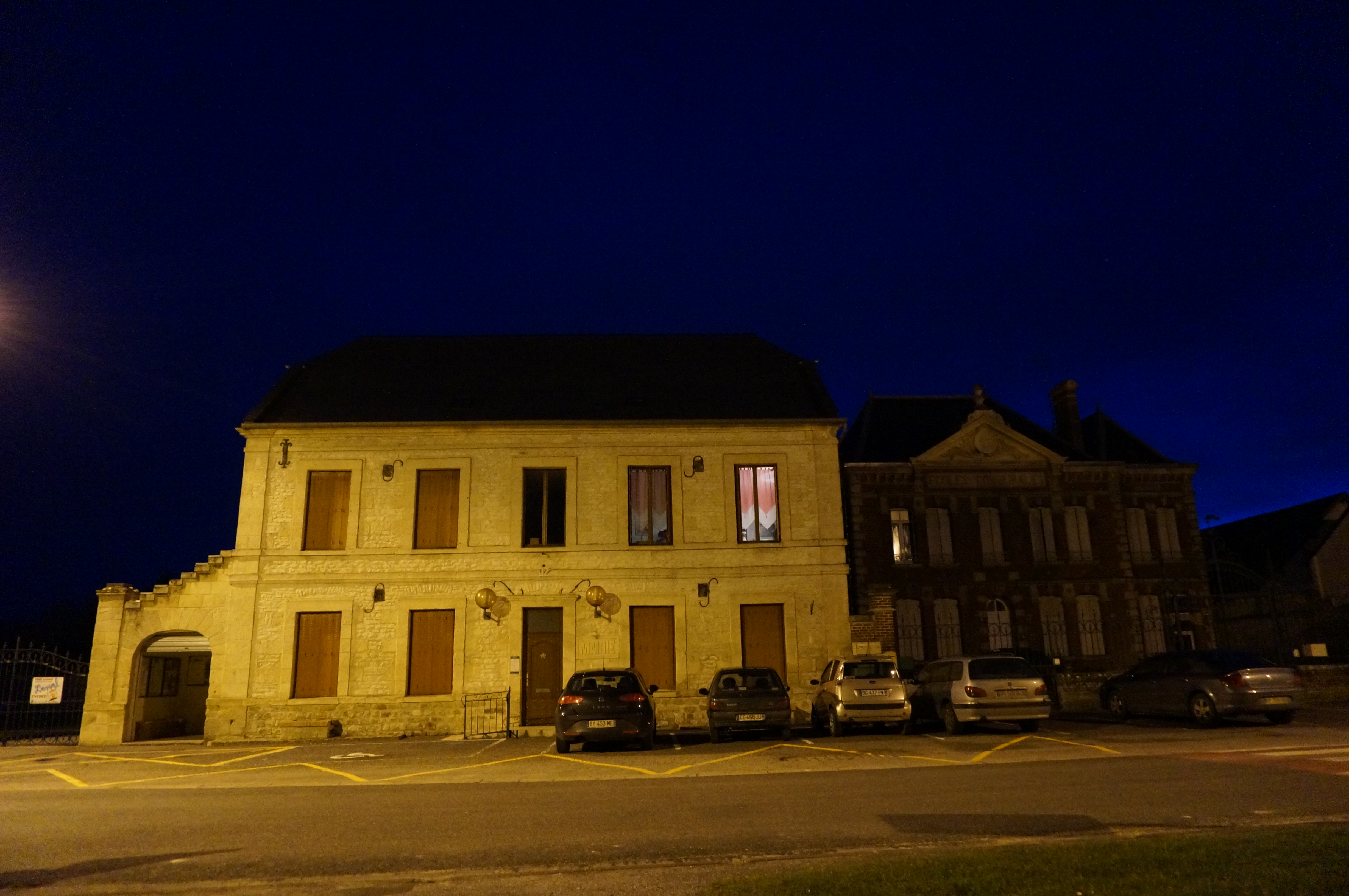
Mairie von Marchais